# Termas da Fonte Santa da Fornalha
As Termas da Fonte Santa da Fornalha, igualmente conhecidas como Águas Santas da Fornalha, são uma antiga estância termal no concelho de Monchique, na região do Algarve, em Portugal.

## Descrição
As termas das Águas Santas da Fornalha situam-se na freguesia de Alferce, num vale na vertente Sul do monte da Picota. Localizam-se junto do local onde se cruzam as ribeiras de Monchique e de Odelouca, nas proximidades da Barragem de Odelouca. As águas, do tipo sulfuroso, correm a uma temperatura de 27º, sendo indicadas para aliviar os efeitos de problemas de pele, reumatismo e dores nas articulações. São um das várias estâncias termais no concelho de Monchique, incluindo as famosas Caldas de Monchique, e a antiga fonte da Malhada Quente. O autor A. J. Magalhães Barros descreveu as Águas Santas da Fornalha como estando situadas «ao nascente das Caldas e a 10 kilometros da vila». Nas imediações das Águas Santas da Fornalha existe um outro manancial de águas fulfurosas, a Fonte das Chagas. A curta distância das termas corre um lanço da Via Algarviana.
A estância termal é composta por três captações de água e quatro edifícios, de um só piso e cobertos por telha vã, com vários tanques para banhos no seu interior. Possuíam também alguns quartos para alojar os banhistas durante o processo de cura, que podia durar vários dias. O complexo inclui pelo menos um forno exterior.

## História
Estas fontes são conhecidas pelo menos desde a Idade Média, tendo sido supostamente frequentadas pelos monarcas D. Sancho II e D. João I. Porém, os balneários em si só terão sido construídos no século XIX.
O historiador Pinho Leal refere na sua obra Portugal antigo e moderno, publicada em 1875, que «Na Malhada-Quente, 3 kilometros a E. de Monchique, ha uma nascente de agua tépida, efficaz para a cura de  chagas e moléstias cutâneas. No sitio da Fornalha, 6 kilometros a E., ha outra nascente, da mesma qualidade, e applicada com bom resultado para as mesmas moléstias. Esta é quente».
Em Março de 2012, a Câmara Municipal de Monchique concluiu o processo para a compra das Termas da Fonte Santa da Fornalha, por um valor de 30 mil Euros, tendo o presidente do município, Rui André, afirmado que esta aquisição foi «baseada no simbolismo deste espaço, que tem uma aura de termalismo e é um património que não pode ser deixado perder». Segundo o autarca, «Os prédios sitos em Fonte Santa da Fornalha são um considerável bem cultural e histórico porque representam o testemunho da criação humana de uma técnica de aproveitamento das características medicinais de águas, através da construção de um conjunto de balneários que remontam ao século XIX». Apesar do avançado estado de degradação dos edifícios, não estavam previstas obras de monta na antiga estância termal, sendo a principal finalidade a preservação do complexo e a sua integração numa rota temática, no sentido de melhorar os acessos. De acordo com o autarca, a ideia era «criar outro espaço de acesso, mas mantendo alguma dificuldade no percurso para que o espaço possa ser preservado como ele é. Para chegar ao local é preciso caminhar por um trilho bonito, que passa por uma pequena cascata e não há o objetivo abrir demasiado ao acesso a automóveis, para que ele não se altere». Estava igualmente programada a instalação de um painel infomativo, onde seriam explicadas as propriedades das águas aos visitantes. Segundo Rui André, «O espaço era de um privado, mas as pessoas continuaram a ir lá ao longo dos anos por acreditarem nos poderes curativos daquelas águas. A nossa intenção é que o público possa continuar a aceder àquele local de forma aberta».